# トータリズム
トータリズム（Totalism）は、アメリカ合衆国の作曲家、音楽学者、音楽理論家であるカイル・ガンがポストミニマリズムの作曲家たちの傾向を新しく形容した用語である。

## 趣旨
ミニマリズムの作曲家たちがヨーロッパや日本、ロシアといった作曲家に影響を与えた後も、アメリカ合衆国ではミニマリズムの軌道を修正あるいは増幅した亜種が出現していた。これらの作曲家を元来は「ポストミニマリズム」といった用語で一括りにして説明が行われていた1990年代に、「ポストミニマリズムという形容では1950年代生まれ以降の作曲家の作風が説明しにくい」ことから新たに「ミニマリズムではなくトータリズムだ」と言い始めたのが最初である。ミニマリズムの流行が一通り終わった1980年代から顕著になった傾向である。
その発生に「ミニマリズムの作曲法にヨーロッパで始まった傾向を掛け合わせた」ことは指摘することが可能である。例えば、グレン・ブランカはたしかにミニマリズムだが、『Symphony No. 1 (Tonal Plexus)』ではスペクトル楽派と全く同じくEの最低音から倍音が立ち上る。マイケル・ラウズはミニマリズムに12音技法をかけ合わせたメロディーをオペラで使う。マイケル・ゴードンは順列組み合わせにヒントを得て「音価を並べ替える」ミニマリズムを提唱している。同じく反復語法は使うものの、高度な音律理論や複雑なリズム法への固執が見られるラリー・ポランスキーも毎度音が大きいというわけではないものの、楽譜は特殊な音律の指示で埋め尽くされて長大な密度を好んでいる。
ただし、この「トータリズム」という形容を行っている音楽学者がガンしかおらず、アメリカ合衆国以外の作曲家に対してトータリズムという形容が可能なのかどうかは不明である。ミニマリズムの音圧を増強するという立場にたった作曲家に日本では伊福部昭、松村禎三がおり、スペインにはマリア・デ・アルベアル、ロシアにはガリーナ・ウストヴォーリスカヤなどが確認できるため、全世界的には1950年代生まれの人物からミニマリズムの音圧が増強されたというわけではない。また強い音圧を使わず静かなミニマルという語法をとった作曲家には日本の甲斐説宗、リトアニアのリカルダス・カベリスがおり、必ずしも1950年代生まれと断定できる要素はない。

## 参考楽曲
ガンは次の作品群にトータリズムの傾向が見られると指摘している。
- マイケル・ラウズ : Quick Thrust, Failing Kansas, Dennis Cleveland, The End of Cinematics
- マイケル・ゴードン : Thou Shalt!/Thou Shalt Not!, Acid Rain, Four Kings Fight Five, Van Gogh Video Opera, Trance
- リース・チャタム : An Angel Moves Too Fast to See
- ジョン・ルーサー・アダムズ : Dream in White on White,Clouds of Forgetting, Clouds of Unknowing, The White Silence
- カイル・ガン : Long Night, Custer and Sitting Bull, Unquiet Night
- ベン・ニール : 678 Streams, ITSOFOMO
- バーナデット・スピーチ : Telepathy Suite
- ラリー・ポランスキー : Lonesome Road